# کانویر وای‌بی-۶۰
کانویر وای‌بی-۶۰(به انگلیسی: Convair YB-60) نمونه اولیه هواپیمای بمب افکن آمریکایی برای نیروی هوایی ایالات متحده بود.

## مشخصات فنی (وای‌بی-۶۰)

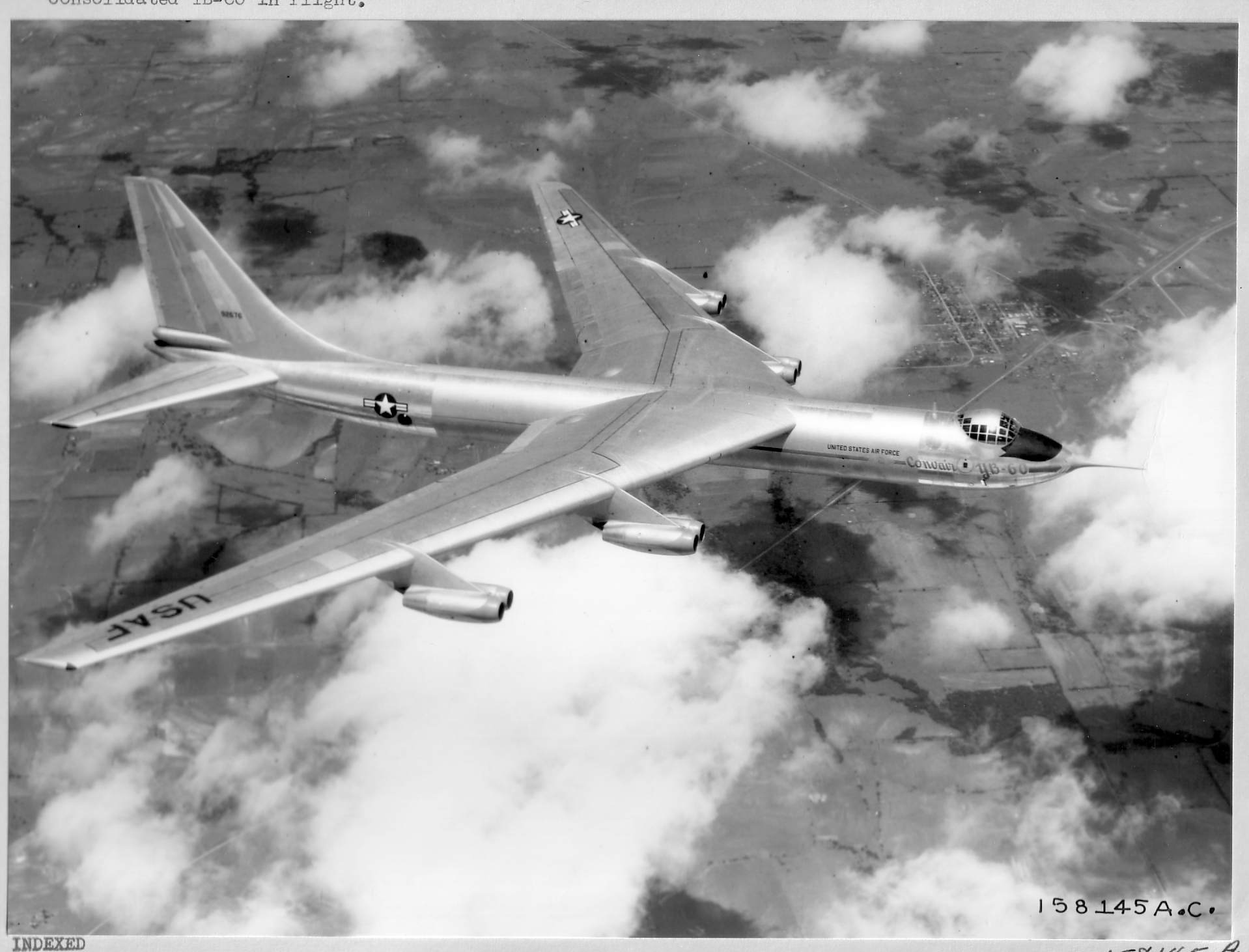
وای‌بی-۶۰ در حال پرواز

داده‌ها از 
ویژگی‌های عمومی
- خدمه: ۵ (دو خلبان، ناوبر، بمب افکن/اپراتور رادیویی، اپراتور رادیویی/تیرانداز دم، همه در محفظه جلویی)[۱]
- طول: ۱۷۱ فوت (۵۲ متر)
- پهنای بال: ۲۰۶ فوت (۶۳ متر)
- ارتفاع: ۶۰ فوت ۶ اینچ (۱۸٫۴۴ متر)
- مساحت بال‌ها: ۵٬۲۳۹ فوت مربع (۴۸۶٫۷ متر مربع)
- ایرفویل: root: NACA 63(420)-422 Mod.; tip: NACA 63(420)-517[۳]
- وزن خالی: ۱۵۳٬۰۱۶ پوند (۶۹٬۴۰۷ کیلوگرم)
- وزن ناخالص: ۳۰۰٬۰۰۰[۴] پوند (۱۳۶٬۰۷۸ کیلوگرم)
- پیشرانه: ۸ عدد موتور توربوجت پرت اند ویتنی جی۵۷, ۸٬۷۰۰ پوند-نیرو (۳۹ کیلونیوتن) thrust در هر موتور

عملکرد
- حداکثر سرعت: ۵۰۸ مایل بر ساعت (۸۱۸ کیلومتر بر ساعت، ۴۴۱ گره) at ۲۹٬۲۵۰ فوت (۸٬۹۱۵ متر)
- سرعت واماندگی: ۱۱۵ مایل بر ساعت (۱۸۵ کیلومتر بر ساعت، ۱۰۰ گره)
- بُرد رزمی: ۲٬۹۲۰ مایل (۴٬۷۰۰ کیلومتر، ۲٬۵۴۰ مایل دریایی)
- بُرد معبر: ۸٬۰۰۰ مایل (۱۳٬۰۰۰ کیلومتر، ۷٬۰۰۰ مایل دریایی)
- حداکثر ارتفاع: ۵۳٬۳۰۰ فوت (۱۶٬۲۰۰ متر)
- بارگیری بال: ۵۷٫۳[۵] پوند بر فوت مربع (۲۸۰ کیلوگرم بر متر مربع)

تسلیحات

- اسلحه‌ها: ۲× 20 mm (0.787 in) cannon in tail
- بمب‌ها: 72,000 lb (33,000 kg)

## همچنین ببینید
توسعه مرتبط
- کانویر بی-۳۶

هواگردهای با عملکرد، پیکربندی و یا دوره زمانی مشابه
- بوئینگ بی-۵۲ استراتوفورترس
- Myasishchev M-4 Molot
- توپولف ۹۵

فهرست‌های مرتبط
- List of bomber aircraft
- List of military aircraft of the United States